# Ghost Pitùr
Ghost Pitùr és el pseudònim d'un artista italià d'identitat desconeguda, que neteja i repinta parets vandalitzades per grafits. És actiu durant la nit a la ciutat de Brescia, a la Llombardia.
Amaga la seva identitat portant una dessuadora amb caputxa i no mostrant la cara als vídeos que publica a les seves xarxes socials. L'única informació que ha proporcionat sobre si mateix és que és un pintor professional que treballa durant el dia i realitza treballs de restauració de façanes a la nit. Ha declarat que no busca la fama ni el reconeixement.
Després de repintar les parets, Ghost Pitùr deixa una nota que diu "Questo è un atto d'amore urbano." (Aquest és un acte d'amor urbà.) 